# Giovanni Paolo della Chiesa
Giovanni Paolo della Chiesa (Tortona, 1521 - Roma, 11 de janeiro de 1575) foi um cardeal do século XVI

## Biografia
Nasceu em Tortona em 1521. De família nobre. Parente do Papa Pio V. Seu primeiro nome também está listado como Gian Paolo; e como Giovanni Paolo.
Estudou na Universidade de Pádua; e na Universidade de Pavia, onde se doutorou em direito civil e canônico..
Distinguiu-se entre todos os advogados de Milão. Foi para a Espanha; defendeu perante o rei Felipe II a causa do duque de Terranova com tanta eloquência e conhecimento que conquistou a admiração do rei. Nomeado senador de Milão e governador de Pavia; ocupou este cargo por dois anos. Após a morte de sua esposa, o senado milanês o enviou a Roma para resolver a controvérsia entre aquele órgão e o cardeal Carlo Borromeo; ganhou o apreço do papa, que o nomeou abade commendatario de S. Pietro di Mulegio, diocese de Vercelli. Referendário do Tribunal da Assinatura Apostólica de Justiça. Quando seu tio Serafino della Chiesa, dos Cônegos Regulares Lateranenses, recusou a promoção a cardinalato oferecida pelo Papa Pio V, Gianpaolo foi promovido em seu lugar..
Criado cardeal diácono no consistório de 24 de março de 1568; recebeu o gorro vermelho e a diaconia de S. Calisto, em 5 de abril de 1568. Seu lema cardinalício era Ego sempre . Prefeito do Tribunal da Assinatura Apostólica de Justiça, 3 de maio de 1568 até sua morte. Abade commendatario de S. Abbondio di Como, de 1568 aproximadamente. Junto com outros cinco cardeais foi nomeado pelo papa para ouvir a causa contra o cardeal Innocenzo del Monte. Optou pela ordem dos cardeais sacerdotes, em 10 de maio de 1570; e pelo título de S. Pancrazio, 14 de maio de 1570. Membro da Congregação da Liga contra os turcos e da Congregação do Censo. Participou do conclave de 1572, que elegeu o Papa Gregório XIII..
Morreu em Roma em 11 de janeiro de 1575. Enterrado em seu título, S. Pancrazio.